# 비에른스티에르네 비에른손
비에른스티에르네 마르티누스 비에른손(노르웨이어: Bjørnstjerne Martinus Bjørnson, 1832년 12월 8일 ~ 1910년 4월 26일)은 노르웨이의 소설가, 극작가이다. 대학 시절에 이미 신문에 극평 등을 발표하였고, 희곡을 써서 이름을 날렸다. 노르웨이의 연극을 덴마크의 영향으로부터 해방할 것을 주장하였고, 민족의 해방을 위하여 힘썼다. 1903년 북유럽 가요의 연구로 노벨 문학상을 받았다. 작품으로 소설 《아르네》, 희곡 《파산》, 《왕》 등이 있으며, 노르웨이의 국가를 작사한 것으로 유명하다.